# 圣于连德朗德
圣于连德朗德（法語：Saint-Julien-des-Landes，法語發音：[sɛ̃ ʒyljɛ̃ de lɑ̃d]）是法国卢瓦尔河地区大区旺代省的一个市镇，属于莱萨布勒多洛讷区。

## 地理
圣于连德朗德（46°38'27"N, 1°42'48"W）面积28.31 平方千米，位于法国卢瓦尔河地区大区旺代省，该省份为法国西部沿海省份，北起大西洋卢瓦尔省和曼恩-卢瓦尔省，西临大西洋，南至滨海夏朗德省，东部及东南部与德塞夫勒省接壤。
与圣于连德朗德接壤的市镇（或旧市镇、城区）包括：拉沙佩勒埃尔米耶、朗德维埃耶、马尔蒂内、圣乔治德潘坦杜、韦雷、莱萨沙尔。
圣于连德朗德的时区为UTC+01:00、UTC+02:00（夏令时）。

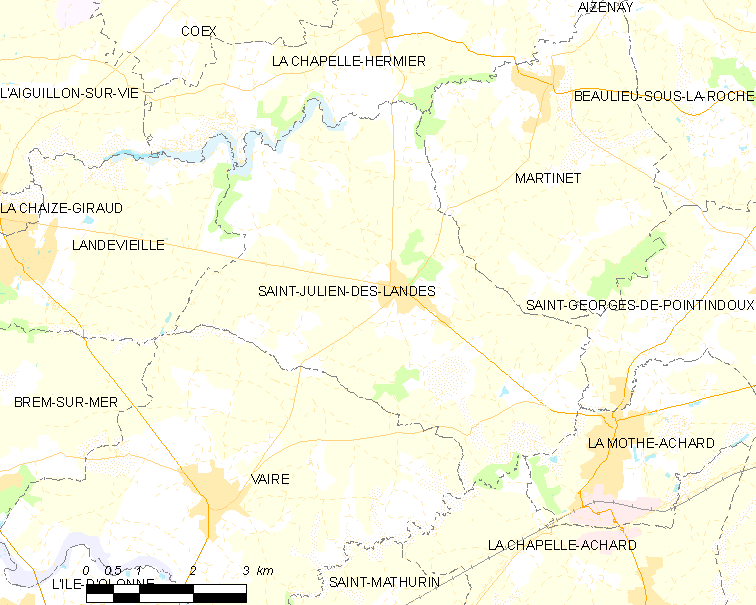
圣于连德朗德的OSM定位图

## 行政
圣于连德朗德的邮政编码为85150，INSEE市镇编码为85236。

## 政治
圣于连德朗德所属的省级选区为塔尔蒙-圣伊莱尔县。

## 人口

1962-2008年间圣于连德朗德人口变化图示

圣于连德朗德于2022年1月1日时的人口数量为2018人。